# Любовниково (Сасовский район)
Любо́вниково — село в Сасовском районе Рязанской области России.
Входит в состав Гавриловского сельского поселения.

## Географическое положение
Село находится в северо-западной части Сасовского района, в 15 км к северо-западу от райцентра на реке Ежачка.
Ближайшие населённые пункты:
- село Свищёво в 3 км к северу по грунтовой (в 7 км по асфальтированной) дороге;
- село Гавриловское в 5,5 км к юго-востоку по асфальтированной дороге;
- деревня Елизаветовка в 1 км к юго-западу по асфальтированной дороге;
- деревня Русановка в 5 км к западу по асфальтированной дороге.

Ближайшая железнодорожная станция Сасово в 15 км к юго-востоку по асфальтированной дороге.

## Природа

#### Климат
Климат умеренно континентальный с умеренно жарким летом (средняя температура июля +19 °С) и относительно холодной зимой (средняя температура января −11 °С). Осадков выпадает около 600 мм в год.

## История
С 1861 г. село Любовниково входило Каргашинскую волость Елатомского уезда Тамбовской губернии.
С 2004 г. и до настоящего времени входит в состав Гавриловского сельского поселения.
До этого момента являлось центром Любовниковского сельского округа.

## Население
| 1981 | 1989 | 2002 | 2010 |
| ---- | ---- | ---- | ---- |
| 360  | ↗378 | ↗526 | ↘507 |

## Инфраструктура

#### Дорожно-уличная сеть
Через Любовниково проходила историческая дорога, соединяющая два уездных города: Шацк и Елатьму.
Село связано с сетью дорог асфальтированным подъездом.
В населённом пункте 5 улиц и 3 переулка:
улицы — Борец, Колхозная, Молодёжная, Октябрьская, Центральная;
переулки — Луговой, Молодёжный, Центральный.

#### Транспорт
Через село проходит автобусный маршрут Сасово — Чубарово.

#### Связь
Действует почтовое отделение связи, обслуживающее населённые пункты: Любовниково, Елизаветовку, Русановку. Индекс 391445 (до 01.01.2000 — 391605).

#### Инженерная инфраструктура
Электроэнергию село получает по ЛЭП 10 кВ от подстанции 35/10 кВ «Каргашино», находящейся в селе Каргашино и подстанции 35/10 кВ «Нива», находящейся в городе Сасово. Также имеется резерв от подстанции 110/10 кВ «Пителино».

#### Образование
Средняя общеобразовательная школа.